# Джуман Малуф
Джуман Малуф — ліванська художниця по костюмах, ілюстраторка і авторка. 

## Молодість і освіта
Малуф народилася в 1975 році в Бейруті, Ліван, в родині ліванського письменника Ханан аш-Шейха [1]. Коли їй було всього шість місяців, її сім'я втекла від громадянської війни в Лівані до Лондона. Вони провели два роки в Лондоні, після чого переїхали до Саудівської Аравії, де жив її батько, інженер-будівельник Фуад Малуф. У Хобарі вони провели шість років, перш ніж знову повернутися до Лондона [2][3].
Малуф відвідувала Університет Брауна, де отримала ступінь бакалавра образотворчого мистецтва та історії мистецтва . Пізніше вона відвідувала Школу мистецтв Тіша Нью-Йоркського університету та отримала ступінь магістра образотворчого мистецтва з дизайну декорацій та костюмів. 

## Кар'єра
Після закінчення навчання Малуф відкрила свою лінію трикотажних виробів Charlotte Corday. Вона також працювала асистентом стиліста Івонн Спорре, перш ніж повністю зосередитися на ілюстрації. 
Перша книга Малуфа, «Трилогія двох», — дитячий фентезійний роман, опублікований у 2018 році видавництвом Pushkin Press .  Вона працювала над Trilogy близько шести років, а також співпрацювала над фільмами Уеса Андерсона The Grand Budapest Hotel і Moonrise Kingdom .

## Особисте життя
Малуф познайомилася зі своїм романтичним партнером, кінорежисером Весом Андерсоном, у 2009 році. У 2016 році у пари з'явилася перша дитина. Вони живуть у Лондоні та іноді у Нью-Йорку. Малуф виконала другорядну роль у фільмі Андерсона «Фантастичний містер Фокс». Також Малуф і Андерсон були співкураторами виставки «Мумія Шпіцмауса в труні та інші скарби» в Художньо-історичному музеї у Відні [2], яка згодом була видана у вигляді книги [3].
Її брат — Тарек Малуф, автор і засновник Hummingbird Bakery. 